# Мінаєв Михайло Петрович
Михайло Петрович Мінаєв (нар. 1911, Батум, Російська імперія — пом. 3 лютого 1983, Тбілісі, Грузинська РСР, СРСР) — радянський футболіст, півзахисник і захисник. Заслужений майстер спорту.

## Спортивна кар'єра
З вісімнадцяти років виступав за тифліське «Динамо» і команду Закавказького індустріального інституту. Перед початком другого чемпіонату СРСР серед клубних команд повернувся до «динамівського» колективу.
В елітній лізі дебютував 25 вересня, у матчі проти московського «Спартака»: перемога з рахунком 1:0, завдяки голу Михайла Бердзенішвілі. Протягом трьох сезонів був гравцем основного складу. Грав у фіналі другого розіграшу кубкового турніру. У липні 1937 року провів два матчі проти збірної Країни Басків (у складі «Динамо» і збірної Грузії). Наступного сезону виконав норматив на звання «Майстер спорту». Всього провів 32 лігових матчі (2 забитих м'ячі), у кубку — 8 ігор.
У липні 1940 року очолив клуб. Під його керівництвом «динамівці» завершили чемпіонат на другій позиції. І наступного сезону команда була одним із лідерів, але через початок Німецько-радянської війни першість 1941 року залишилась незавершенною.
Після війни продовжував працювати у тренерському штабі тбіліського «Динамо». У першій половині 1949 року — старший тренер клубу. 1951 року отримав почесне спортивне звання «Заслуженний майстер спорту» (разом з одноклубниками Георгієм Антадзе і Автанділом Гогоберідзе). Також працював у командах «Металург» (Руставі), ТТУ (Тбілісі), «Колхіда» (Поті). З 1970 по 1981 рік — тренер ДЮСШ (Тбілісі).

## Досягнення
- Третій призер чемпіонату СРСР (1): 1936, осінь (гравець)
- Фіналіст кубка СРСР (1): 1937 (гравець)
- Другий призер чемпіонату СРСР (1): 1940 (тренер)

## Статистика
Статистика виступів в офіційних матчах:
| Сезон             | Команда           | Чемпіонат | Чемпіонат | Чемпіонат | Кубок | Кубок |
| Сезон             | Команда           | Ліга      | Ігри      | Голи      | Ігри  | Голи  |
| ----------------- | ----------------- | --------- | --------- | --------- | ----- | ----- |
| 1936              | «Динамо» Тб       | Д-1       | 6         | 0         | —     | —     |
| 1937              | «Динамо» Тб       | Д-1       | 13        | 1         | 7     | 0     |
| 1938              | «Динамо» Тб       | Д-1       | 12        | 1         | 1     | 0     |
| 1939              | «Динамо» Тб       | Д-1       | 1         | 0         | —     | —     |
| Усього за кар'єру | Усього за кар'єру | Д-1       | 32        | 2         | 8     | 0     |